# El Tarraconense (1893)
|  | Aquest article tracta sobre el diari sorgit i desaparegut el 1893. Si cerqueu la publicació intermitent entre 1837 i 1931, vegeu «El Tarraconense (1837-1931)». |

El Tarraconense. Diario independiente, de noticias e intereses morales y materiales era un diari bisetmanal que va substituir al també bisetmanal El Ferrocarril. Editat, com el seu predecessor, a finals del segle xix a la impremta d'Adolf Alegret. La seu de la redacció es trobava al C. Méndez Núñez, 12 baixos de Tarragona. Com s'indica a la capçalera era un diari de notícies i de temes d'interès local. Va veure la llum entre abril i desembre de 1893. De tendència independent.

## Història
El Tarraconense es va començar a publicar el dijous 6 d'abril de 1893. Fundat pels mateixos que havien publicat el Ferrocarril: Joan Caballé Goyeneche, Adolf Alegret i Joan Ruiz Porta. Aquest últim era el seu director. Van ser col·laboradors i redactors: Alfred Opisso i Juan J. Permanyer.
Després d'un any de publicar El Ferrocarril van voler fer:
| « | ...un Periódico moderno, de verdadera opinión, que llenara las exigencias del público tarraconense (...) Convertimos El Ferrocarril en publicación diaria y bajp el título de El Tarraconense (...). | » |

El diari, però, va tenir ben aviat problemes econòmics. Els dèficits generats en els quasi 5 mesos de publicació diària els eixugaven els propietaris, però al 27 d'agost hi ha una nota titulada «A nuestros lectores», en què expliquen que el pressupost del diari no és suficient i que això els obliga a suspendre la publicació diària d'El Tarraconense abans de desaparèixer del tot.
El 31 d'agost de 1893, doncs, deixava de ser diari i es va convertir en bisetmanal, com el seu antecessor, sortint també els dijous i diumenges. Continuaran el mateix programa que havien exposat en el primer número del diari «por y para Tarragona». Com a publicació bisetmanal, s'edita fins al desembre del mateix any.
A la Biblioteca Hemeroteca Municipal de Tarragona (BHMT) es conserva del núm.4 (9-IV-1893) al núm.127 (23-IX-1893).

## Aspectes tècnics
Diari de gran foli, de 4 pàgines a 4 columnes. Costava 6 reals.